# اورگرین (کارولینای شمالی)
اورگرین (به انگلیسی: Evergreen) شهری در ایالت کارولینای شمالی کشور ایالات متحده آمریکا است که جمعیت آن در سرشماری سال ۲۰۱۰ میلادی، ۴۲۰ نفر بوده‌است.